# Colapso da passarela do Hyatt Regency

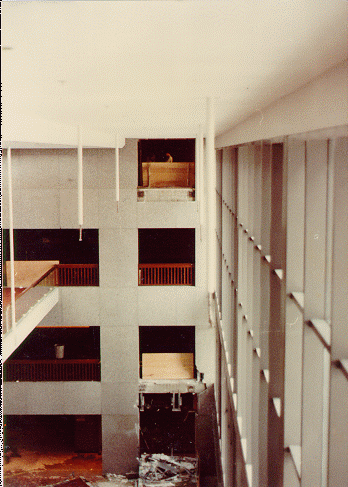
Após o acidente. As passarelas do segundo e do quarto andares estão posicionadas uma por sobre a outra (abaixo). A passarela paralela do terceiro andar não sofreu danos (à esquerda).

O colapso da passarela do hotel Hyatt Regency foi um grande desastre que ocorreu em 17 de julho de 1981 em Kansas City, Missouri, matando 114 pessoas e ferindo mais de 200 durante uma competição de dança. Na época, foi o colapso estrutural com mais mortos na história dos Estados Unidos.

## Acontecimentos prévios
A construção do Hyatt Regency Crown Center, de 40 andares, começou em 1978 e o hotel abriu em julho de 1980 após atrasos de construção incluindo um incidente em 14 de outubro de 1979 quando 250 m² do teto do átrio colapsaram devido a uma falha da conexão do teto na parte norte.
O edifício foi parte de um plano geral desenvolvido por Edward Larrabee Barnes e projetado especificamente pelo então novo escritório de arquitetura PBNDML. Era o edifício mais alto do estado do Missouri.
O colapso foi o segundo grande acidente estrutural em Kansas City em menos de dois anos. Em 4 de junho de 1979, o teto do então vazio Kemper Arena em Kansas City colapsou sem vítimas fatais. As empresas de engenharia e arquitetura nos dois colapsos eram diferentes.
Uma das características marcantes do hotel era seu lobby, com um característico átrio de múltiplos andares cruzado por passarelas suspensas de concreto no segundo, terceiro e quarto andares, com a passarela do quarto andar diretamente acima da passarela do segundo andar.

## Desastre
Em 17 de julho de 1981, aproximadamente 2 000 pessoas estavam reunidas no átrio para participar e assistir a uma competição de dança. Dezenas estavam na passarela. Às 19h05, as passarelas no segundo, terceiro e quarto andares estavam cheias de visitantes que observavam as atividades no lobby, que estava também repleto de pessoas. A passarela do quarto andar era suspensa diretamente por sobre a passarela do segundo andar, com a passarela do terceiro andar colocada ao lado a alguns metros das outras duas.
Problemas com o material de construção levaram a uma sutil, porém imperfeita, mudança no projeto que dobrou a carga na conexão entre a viga de suporte da passarela do quarto andar e os tirantes, aumentando o esforço gerado pela passarela do segundo andar. Este novo projeto dificilmente conseguia suportar o peso próprio da estrutura, muito menos o peso dos espectadores por sobre as passarelas. A conexão falhou e ambas as passarelas colidiram uma por sobre a outra e por sobre o lobby abaixo, matando 114 pessoas e ferindo mais de 200 pessoas.

## Investigação
Apenas quatro dias após o desastre, Wayne Lischka, um engenheiro estrutural contratado pelo jornal The Kansas City Star, descobriu uma mudança significativa no projeto das passarelas. A cobertura do evento levou o Star e sua publicação irmã, o Kansas City Times, a ganharem o Prêmio Pulitzer por reportagens locais em 1982.
As duas passarelas eram suspensas por um conjunto de tirantes de aço estrutural, com a passarela do segundo piso colocada diretamente sob a passarela do quarto piso. A plataforma da passarela era suportada por 3 vigas transversais suspensas por tirantes fixados por roscas. As vigas transversais eram vigas ocas feitas a partir de dois perfis C colocados boca contra boca. O projeto original de Jack D. Gillum and Associates exigia três pares de tirantes que iam diretamente do segundo andar até o teto. Os investigadores determinaram que este projeto somente suportava 60 por cento da carga mínima exigida pelo código de edificações de Kansas City.
A Havens Steel Company, o contratado para a fabricação dos tirantes, criou objeções ao projeto inicial de Jack D. Gillum and Associates, pois ele requeria que o tirante abaixo do quarto andar fosse totalmente rosqueado de forma a permitir que as porcas que segurariam o piso do quarto andar fossem colocadas no local. Essas roscas seriam provavelmente danificadas na colocação da estrutura da passarela do quarto andar. A Havens então propôs um plano alternativo em que dois conjuntos separados de tirantes pudessem ser utilizados: um conectando a passarela do quarto andar ao teto e outro conectando a passarela do segundo andar à passarela do quarto andar.
Esta mudança no projeto se mostrou fatal. No projeto original, as vigas do quarto andar apenas suportavam o peso da passarela do quarto andar, com o peso da passarela do segundo andar sendo suportado apenas pelos tirantes. No projeto revisado, no entanto, as vigas do quarto andar foram requeridas a suportar tanto a passarela do quarto andar como a do segundo andar. Como o peso nas vigas do quarto andar dobrou, o projeto proposto por Havens podia apenas suportar 30 porcento do carregamento mínimo exigido.
Os erros sérios do projeto revisados foram compostos com o fato de que ambos projetos colocavam os parafusos diretamente em uma junta soldada entre os dois perfis C faceados, o ponto estruturalmente mais fraco na viga em caixa. As fotos da ruptura mostram deformações excessivas da seção da junta. Na ruptura, as vigas entortaram-se para dentro no ponto de colocação dos parafusos  e a porca de suporte entrou dentro da viga.
Os investigadores concluíram que o problema básico foi a falta de comunicação adequada entre Jack D. Gillum and Associates e Havens Steel. Em particular, os projetos preparados por  Jack D. Gillum and Associates eram apenas esquemas preliminares mas foram interpretados por Havens como desenhos finais. Jack D. Gillum and Associates falhou em rever cuidadosamente o projeto inicial e aceitou o plano proposto pela Havens sem executar cálculos báisco que revelariam seus problemas sérios - em particular, a duplicação do carregamento nas vigas do quarto andar.

## Consequências
O Comitê de Arquitetos, Engenheiros Profissionais e Agrimensores do Missouri (Missouri Board of Architects, Professional Engineers, and Land Surveyors) condenou os engenheiros empregados pela Jack D. Gillum and Associates que assinaram os desenhos finais de negligência, conduta irregular e conduta não profissional na prática da engenharia; todos perderam sua licença profissional nos estados do Missouri e do Texas e sua afiliação à Sociedade Americana de Engenheiros Civis (American Society for Civil Engineers - ASCE. Enquanto Jack D. Gillum and Associates foi inocentada de negligência criminal, ela perdeu sua licença como empresa de engenharia.
Pelo menos US$ 140 milhões de dólares foram pagos às vítimas e seus familiares em julgamentos e acordos; grande parte deste dinheiro veio da Crown Center Corporation, uma subsidiária da  Hallmark Cards que era a proprietária da franquia do hotel (como muitas das redes de hotéis, Hyatt opera em um sistema de franquia). Companhias de seguros de vida e saúde provavelmente absorveram grande parte das perdas.
A tragédia do Hyatt permanece como um modelo clássico para o estudo da ética e dos erros da engenharia. O engenheiro chefe da Gillum continua a compartilhar suas experiências com outros, na esperança que confusões que levaram ao desastre do Hyatt não sejam repetidas.
A reconstrução após a tragédia incluíram menos passarelas mais fortemente reforçadas. Como resultado, alguns andares do hotel têm agora seções desconectadas em lados opostos do átrio, sendo necessário ir a outros andares para atingir o outro lado.
O hotel reabriu posteriormente e foi renomeado como Hyatt Regency Crown Center. Ele tem sido renovado e agora é um dos hotéis mais luxuosos da cidade.

## Memorial
O acidente não é lembrado de nenhuma forma no hotel. Em 2008, a the Skywalk Memorial Foundation anunciou a criação de um fundo para construir um jardim e uma fonte no Washington Square Park, a um quarteirão do hotel para rememorar o evento. Hallmark doou US$ 25 000 e a cidade ofereceu US$ 100 000.

## Leitura complementar
- Petroski, Henry. To Engineer Is Human: The Role of Failure in Structural Design. [S.l.: s.n.]
- Marshall, Richard D., [et al.]. Investigation of the Kansas City Hyatt Regency walkways collapse, U.S. Dept. of Commerce, National Bureau of Standards, 1982.